# 16244 Brož
16244 Brož là một tiểu hành tinh vành đai chính với chu kỳ quỹ đạo là 1294.7395917 ngày (3.54 năm).
Nó được phát hiện ngày 4 tháng 4 năm 2000.